# Poeh's Lollifanten film
Poeh's Lollifanten Film (Pooh's Heffalump Movie) is een Amerikaanse animatiefilm uit 2005, geproduceerd door de Disneytoon Studios, en uitgebracht door Walt Disney Pictures en Buena Vista Pictures Distribution op 11 februari 2005.

## Korte inhoud
Het geluid van de gevreesde lollifant is te horen in het Honderd Bunderbos. Poeh en zijn vrienden, geleid door Konijn, gaan op een expeditie op zoek naar het monster. Roo, die niet in staat is om mee te doen vanwege de "expotitie" die "beladen" is met gevaar, gaat alleen het bos in en ontmoet Lolly, een lollifant die vriendelijk en speels blijkt te zijn. Roe vraagt zich af waarom de anderen bang zouden zijn voor zo'n wezen, en probeert te bewijzen dat ze ongelijk hebben...

## Stemacteurs
- Winnie de Poeh:  Kick Stokhuyzen
- Knorretje: John de Winter
- Teigetje:  Kees van Lier
- Roe:  Veerle Burmeister
- Iejoor:  Paul Klooté
- Konijn: Hein Boele
- Kanga:  Beatrijs Sluijter
- Lolly's moeder: Lucie de Lange
- Lolly:  Reinier Stroeve
- Solist:  Rosanna Hofman

Zangers:
- Edward Reekers
- Pim Roos
- Lisa Boray
- Marjolein Spijkers
- Jonas Hornehøj
- Pip Pellens
- Sam Zimmerman
- Tommy van der Berg